# Francisco Fernández Rodríguez
Francisco Fernández Rodríguez (Puerto Real, Cadis, 4 de març de 1944), conegut futbolísticament com a Gallego, és un exfutbolista andalús que jugava a la posició de defensa. Va ser internacional amb la selecció catalana i amb la selecció espanyola.

## Carrera esportiva
Va jugar a primera divisió a dos clubs, el Sevilla FC (1961-1965; 1975-1980; 185 partits i 9 gols) i al FC Barcelona (1965-1975; 248 partits i 17 gols). Amb el Barça guanyà la lliga espanyola de la temporada 1973-1974.
Gallego fou internacional amb la selecció espanyola en 36 ocasions (18 victòries, 10 empats i 8 derrotes) i disputà la Copa del Món de Futbol de 1966.

## Palmarès
- 1 Copa de les Ciutats en Fires: 1965-1966
- 1 Finalíssima de la Copa de les Ciutats en Fires: 1971
- 1 Lliga espanyola de futbol: 1973-1974
- 2 Copes: 1967-68, 1970-71